# 巴特爾菲爾德A鎮區 (密蘇里州格林縣)
巴特爾菲爾德A鎮區（英語：Battlefield A Township）是位於美國密蘇里州格林縣的一個行政鎮區。

## 地方資料
巴特爾菲爾德A鎮區的面積為12.42平方千米，皆為陸地。根據2020年美國人口普查的數據，當地共有人口6176人，而人口密度為每平方千米497.26人。